# Jules Ancion
Jules Ancion (Palembang, 21 de agosto de 1924 - La Haya,  30 de noviembre de 2011) fue un jugador de hockey sobre hierba neerlandés, que compitió en la década de los 50. En los Juegos Olímpicos de Helsinki 1952 participó en la competición de hockey sobre hierba, donde ganó la medalla de plata.